# Кипар на Европском првенству у атлетици на отвореном 2016.
Кипар је учествовао на 23. Европском првенству у атлетици на отвореном 2016. одржаном у Амстердаму од 6. до 10. августа. Ово је 12. европско првенство у атлетици на отвореном на којем је Кипар учествовао. Репрезентацију Кипара представљало је 13 спортиста (7 мушкарца и 6 жена) који су се такмичили у 10 дисциплина (5 мушких и 5 женских).
На овом првенству представници Кипара нису освојили ниједну медаљу. У табели успешности према броју и пласману такмичара који су учествовали у финалним такмичењима (првих 8 такмичара) Кипар је са 2 учесника у финалу заузела 35. место са 6 бодова.
| Плас. | Земља | 1. место | 2. место | 3. место | 4. место | 5. место | 6. место | 7. место | 8. место | Бр. финал. - Бод. |
| ----- | ----- | -------- | -------- | -------- | -------- | -------- | -------- | -------- | -------- | ----------------- |
| 35.   | Кипар | -        | –        | -        | -        | 1 – 4    | –        | 1 – 2    | -        | 2 - 6             |

## Учесници
| Мушкарци: - Амин Хадири — 1.500 м - Милан Трајковић — 110 м препоне - Василиос Константину — Скок увис - Димитријос Хондрокукис — Скок увис - Кирјакос Јоану — Скок увис - Апостолос Парелис — Бацање диска - Константинос Стателакос — Бацање кладива | Жене: - Рамона Папајаону — 100 м, 4 х 100 м - Елени Артимата — 200 м, 4 х 100 м - Наталија Евангелидоу — 800 м - Филипа Фотопоулоу — 4 х 100 м - Оливија Фотопоулоу — 4 х 100 м - Нектарија Панаји — Скок удаљ |  |

## Резултати

### Мушкарци
| Атлетичар                 | Дисциплина     | Лични рекорд | Квалификације | Квалификације | Полуфинале             | Полуфинале   | Финале               | Финале       | Детаљи |
| Атлетичар                 | Дисциплина     | Лични рекорд | Резултат      | Место         | Резултат               | Место        | Резултат             | Место        | Детаљи |
| ------------------------- | -------------- | ------------ | ------------- | ------------- | ---------------------- | ------------ | -------------------- | ------------ | ------ |
| Амин Хадири               | 1.500 м        | 3:39,50 НР   | 3:44,61       | 10. у гр. 3   |                        |              | Није се квалификовао | 25 / 35 (37) |        |
| Милан Трајковић           | 110 м препоне  | 13,55 НР     | 13,39 КВ, НР  | 1. у гр. 1    | 13,40 кв               | 3. у гр. 1   | 13,44                | 5 / 32       |        |
| Василиос Константину      | Скок увис      | 2,26         | 2,25 КВ, ЛРС  | 6. у гр. А    |                        |              | 2,24                 | 9 / 23       |        |
| Димитријос Хондрокукис    | Скок увис      | 2,32         | 2,25 КВ, ЛРС  | 5. у гр. А    | 2,24                   | 7 / 23       |                      |              |        |
| Кирјакос Јоану            | Скок увис      | 2,35         | 2,25 КВ       | 5. у гр. Б    | Без пласмана           | Без пласмана |                      |              |        |
| Апостолос Парелис         | Бацање диска   | 65,69        | 61,89         | 9. у гр. А    | Нису се квалификоваали | 18 / 27 (30) |                      |              |        |
| Константинос Статхелакосп | Бацање кладива | 75,32 НР     | 70,20         | 11. у гр. Б   | Нису се квалификоваали | 22 / 28      |                      |              |        |

### Жене
| Атлетичарка          | Дисциплина | Лични рекорд | Квалификације | Квалификације | Полуфинале   | Полуфинале | Финале                | Финале      | Детаљи |
| Атлетичарка          | Дисциплина | Лични рекорд | Резултат      | Место         | Резултат     | Место      | Резултат              | Место       | Детаљи |
| -------------------- | ---------- | ------------ | ------------- | ------------- | ------------ | ---------- | --------------------- | ----------- | ------ |
| Рамона Папајаону     | 100 м      | 11,25 НР     | 11,36 КВ      | 2. у гр. 1    | 11,55        | 4. у гр. 1 | Нису се квалификовале | 14 / 31     |        |
| Елени Артимата       | 200 м      | 22,61        | 23,46 КВ      | 3. у гр. 1    | 23,58        | 8. у гр. 3 | Нису се квалификовале | 20 / 36     |        |
| Наталија Евангелидоу | 800 м      | 2:02,10      | 2:05,73 КВ    | 3. у гр. 2    | 2:03,99      | 8. у гр. 3 | Нису се квалификовале | 24 / 32     |        |
| Оливија Фотопоулу    | 4 х 100 м  | 44,75 НР     | 43,87 НР      | 5. у гр. 1    |              |            | Нису се квалификовале | 9 / 15 (16) |        |
| Рамона Папајоану     | 4 х 100 м  | 44,75 НР     | 43,87 НР      | 5. у гр. 1    |              |            | Нису се квалификовале | 9 / 15 (16) |        |
| Филипа Фотопоулу     | 4 х 100 м  | 44,75 НР     | 43,87 НР      | 5. у гр. 1    |              |            | Нису се квалификовале | 9 / 15 (16) |        |
| Елени Артимата       | 4 х 100 м  | 44,75 НР     | 43,87 НР      | 5. у гр. 1    |              |            | Нису се квалификовале | 9 / 15 (16) |        |
| Нектарија Панаји     | Скок удаљ  | 6,62         | 6,33          | 9. у гр. А    | 17 / 24 (26) |            | Нису се квалификовале |             |        |